# 阔克阿尕什乡
阔克阿尕什乡（哈薩克語：‎；維吾爾語：كۆكئاغاش يېزىسى‎，拉丁维文：Kökʼaghash Yëzisi，新维文：Kɵkʼaƣax Yezisi），是中华人民共和国新疆维吾尔自治区阿勒泰地区福海县下辖的一个乡镇级行政单位。

## 历史沿革
阔克阿尕什乡位于福海县境中北部，东、南接齐干吉迭乡、西邻解特阿热勒镇，北连阿勒泰市。辖域面积0.21万平方公里。乡政府驻县城东南18公里处的阔克阿尕什村。阔克阿尕什乡以哈萨克族、汉族居多。

## 地理特点
阔克阿尕什乡境地形北高南低。北部山区为优良夏牧场，海拔1400-2200米。山前丘陵为春秋过路牧场，额尔齐斯河以南至乌伦古河两岸，地势平坦是乡境主要农牧林区。年降水量110毫米，无霜期148天左右。乌伦古河以西戈壁可用作冬牧场经济以农、牧为主。当地主产小麦、玉米、油葵、甜菜。2001年当地政府投资40万元，完成跃进渠3公里防渗大大缓解跃进渠灌溉用水紧张的矛盾。

## 行政区划
阔克阿尕什乡下辖以下地区：
阔甫别尔根村、阿克乌提克村、萨尔哈木斯村、别斯克拜村、阔克阿尕什村、卓勒吐斯坎村、也斯克库木村、哈拉塔合尔村、迭列布里克村、都孜根德村、齐巴尔窝依村、阔克卓尔尕村、布尔勒克村和齐勒哈仁村。